# Liste der Monuments historiques in Saint-Pol-de-Léon
Die Liste der Monuments historiques in Saint-Pol-de-Léon führt die Monuments historiques in der französischen Gemeinde Saint-Pol-de-Léon auf.

## Liste der Bauwerke
| Bezeichnung                                     | Beschreibung | Standort                                              | Kennzeichnung | Schutzstatus | Datum | Bild           |
| ----------------------------------------------- | ------------ | ----------------------------------------------------- | ------------- | ------------ | ----- | -------------- |
| Kathedrale St-Paul-Aurélien                     |              | Place du Parvis Place Alain-Budes-de-Guébriant (Lage) | PA00090425    | Classé       | 1840  | weitere Bilder |
| Kapelle Notre-Dame du Kreisker                  |              | Rue Cadiou Place Michel Colombe (Lage)                | PA00090427    | Classé       | 1840  | weitere Bilder |
| Kapelle St-Charles-Borromée und Taubenturm      |              | Kerigou (Lage)                                        | PA29000025    | Inscrit      | 1997  | weitere Bilder |
| Château de Kernévez (Schloss)                   |              | (Lage)                                                | PA29000031    | Inscrit      | 1997  | weitere Bilder |
| Croix de Kergompez (Kreuz)                      |              | Route nationale 788 (Lage)                            | PA29000026    | Inscrit      | 1997  | weitere Bilder |
| Dolmen von Boutouiller                          |              | Tréguintin (Lage)                                     | PA00090426    | Classé       | 1909  | weitere Bilder |
| Kirche St-Pierre                                |              | Rue du Port (Lage)                                    | PA29000027    | Inscrit      | 1997  | weitere Bilder |
| Fontaine de la Gloire (Brunnen)                 |              | Rue des Lavoirs (Lage)                                | PA00090428    | Classé       | 1909  | weitere Bilder |
| Ehemaliger Bischofspalast, heute Hôtel de Ville |              | Place de l’Evêché Rue de la Mairie (Lage)             | PA29000028    | Inscrit      | 1997  | weitere Bilder |
| Haus                                            |              | 6, rue Rozières (Lage)                                | PA29000030    | Inscrit      | 1997  |                |
| Haus                                            |              | 11, rue des Vieilles-Ursulines (Lage)                 | PA29000032    | Inscrit      | 1997  |                |
| Maison prébendale de Saint-Pol-de-Léon          |              | Rue du Général-Leclerc Rue de la Rozière (Lage)       | PA00090431    | Inscrit      | 1926  | weitere Bilder |
| Maison prébendale de Saint-Pol-de-Léon          |              | 1, place du Petit-Cloître (Lage)                      | PA00090432    | Inscrit      | 1926  | weitere Bilder |
| Manoir de Kermorus (Herrenhaus)                 |              | (Lage)                                                | PA29000099    | Inscrit      | 2016  |                |
| Manoir de Kéroulas (Herrenhaus)                 |              | Rue du Petit-Collège (Lage)                           | PA00090429    | Inscrit      | 1926  | weitere Bilder |
| Manoir de Kersaliou (Herrenhaus)                |              | Route de Roscoff (Lage)                               | PA00090430    | Inscrit      | 1932  | weitere Bilder |
| Kriegerdenkmal                                  |              | Rue du Port (Lage)                                    | PA29000029    | Inscrit      | 1997  | weitere Bilder |
| Vasque de Keilinsky                             |              | Place du Kreisker (Lage)                              | PA00090433    | Classé       | 1913  | weitere Bilder |

## Liste der Objekte
- Monuments historiques (Objekte) in Saint-Pol-de-Léon in der Base Palissy des französischen Kultusministeriums